# Тінгштетте
Тінгштетте (нім. Thingstätte — «місце тінгу») — кам'яний амфітеатр на пагорбі Гайліґенберґ, що розташований в адміністративному районі Ноєнгайм міста Гайдельберг (північний захід Баден-Вюртембергу, Німеччина).
Збудований за часи Третього Райху за проєктом архітектора Германа Алькера для проведення нацистських зібрань і театральних вистав у жанрі тінгшпіль. У повоєнний час оголошений пам'яткою архітектури й використовується для різних заходів, святкувань і концертів (зокрема неофіційних).

## Історія
Наприкінці XIX століття — на початку XX в Німеччині зародився культурно-освітній Молодіжний рух, одною з характерних рис якого була ідеалізація давньогерманського й античного спадку. У рамках цього рух особливої популярності набули театральні вистави просто неба за сюжетами германських легенд і античних міфів. Цей жанр мав назву «тінгшпіль» — від назви давньогерманських родових зібрань «тінг».
Хоча й сам рух, і, зокрема, жанр не були винайдені націонал-соціалістами, після приходу НСДАП до влади будівництво майданчиків для тінгів на короткий термін набуло великої популярності та одержало щедре фінансування в рамках руху тінгів. Було заплановано будівництво до 400 таких споруд, але побудувати встигли лише близько 60. Деякі з них — як Тінгштетте, спроєктована архітектором Германом Алькером — збереглися досьогодні.
Амфітеатр із 56 глядацькими рядами, що підіймаються схилом пагорба на 25 метрів від сцени, міг умістити 20 000 відвідувачів і на той момент мав найбільш високотехнологічне театральне обладнання. Однак цілком за весь період правління Гітлера він був заповнений лише одного разу — на церемонії відкриття 22 червня 1935 року, яку провів особисто райхсміністр пропаганди Йозеф Геббельс. У своїй промові він сказав:
|  | У цій монументальній споруді ми надали живе пластичне й монументальне вираження нашому стилю й нашому погляду на життя. […] Воістину, такі місця — народні зібрання нашого часу. […] Колись настане день, коли німецький народ ходитиме сюди, аби ритуальними іграми славити своє безсмертне нове життя. Оригінальний текст (нім.) In diesem monumentalen Bau haben wir unserem Stil und unserer Lebensauffassung einen lebendigen plastischen und monumentalen Ausdruck gegeben. [...] Diese Stätten sind in Wirklichkeit die Landtage unserer Zeit. [...] Es wird einmal der Tag kommen, wo das deutsche Volk zu diesen steinernen Stätten wandelt, um sich auf ihnen in kultischen Spielen zu seinem unvergänglichen neuen Leben zu bekennen. |

Уважалося, що Тінгштетте було побудовано в місці давньогерманського святилища, що пасувало до нацистської ідеологічної концепції «Кров і ґрунт» (імовірно, пагорб Гайлігенберг був місцем релігійних жертвоприношень, зокрема людських, ще за доісторичні часи). Амфітеатр планувалося використовувати головно для пропагандистських заходів і театральних постановок. Та невдовзі націонал-соціалісти втратили інтерес до об'єктів цього роду, адже радіомовлення виявилося більш ефективним інструментом поширення пропаганди. До 1939 року під час сонцестояння на Тінгштетте все ще відбувалися фестивалі, а міський театр поставив драму Шиллера «Мессинська наречена». Однак уже під час Другої світової війни амфітеатр практично не використовувався.
У післявоєнні часи Тінгштетте був майже закинутим, хоч іноді там все ще святкували сонцестояння. Пізніше він став використовуватися для концертів просто неба — тут виступали Андре Ріє, Удо Юргенс, Пласідо Домінго й Монсеррат Кабальє — хоча їхня організація була ускладнена через брак інфраструктури та незручний доступ.
З 1980-х років у ніч з 30 квітня на 1 травня тут щорічно відбувалися неофіційні святкування Вальпургієвої ночі. Без підтримки міської влади до 20 000 осіб збиралися в амфітеатрі, лишаючи після себе гори сміття. Програма таких святкувань зазвичай містила в собі безліч ігор і вистав із вогнем за відсутності електричного освітлення й будь-якого забезпечення пожежної безпеки. Після декількох нещасних випадків і лісових пожеж, з 2017 року такі стихійні заходи заборонені.

## Галерея

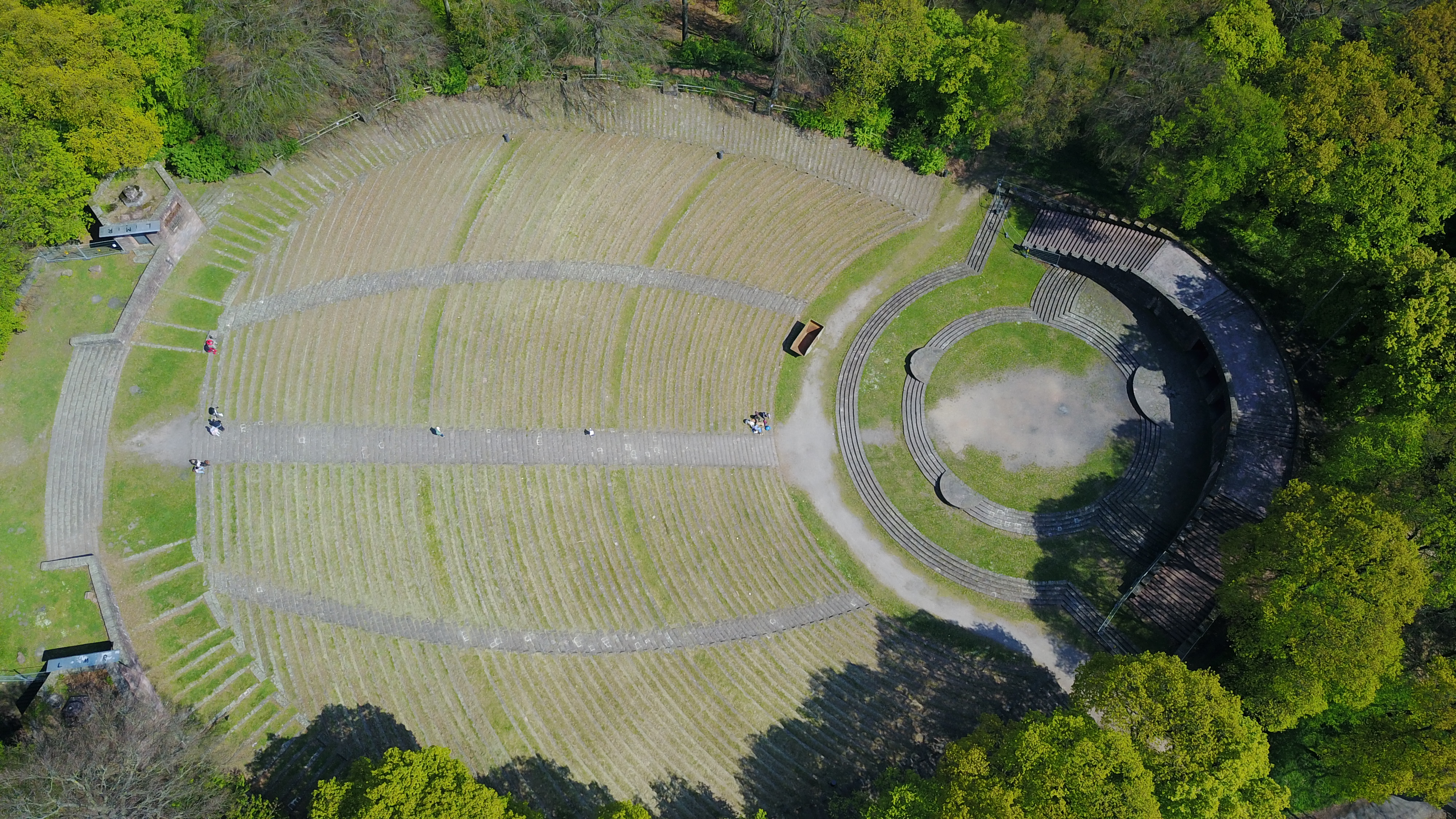
Вигляд з повітря
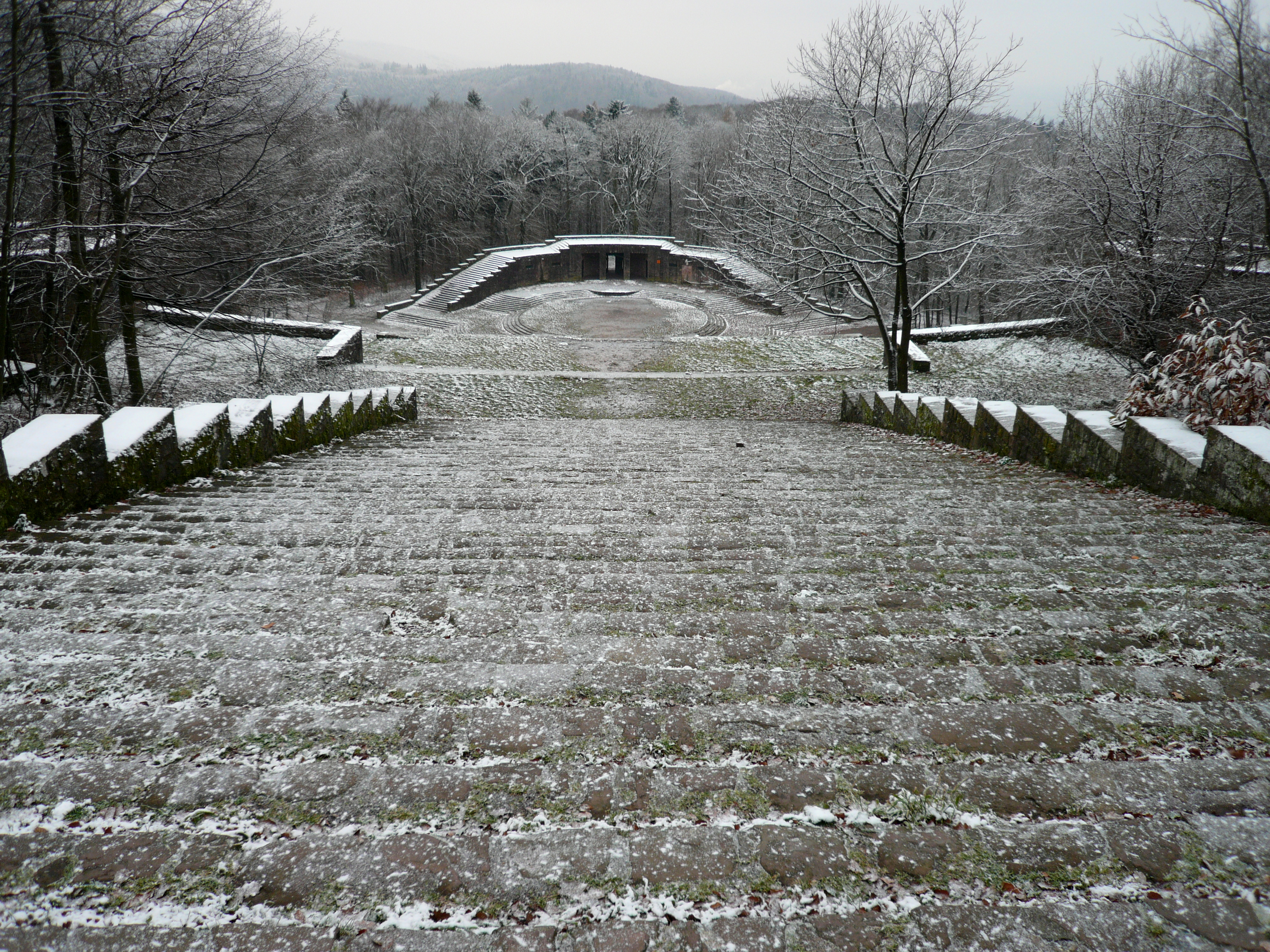
Вид узимку, грудень 2008
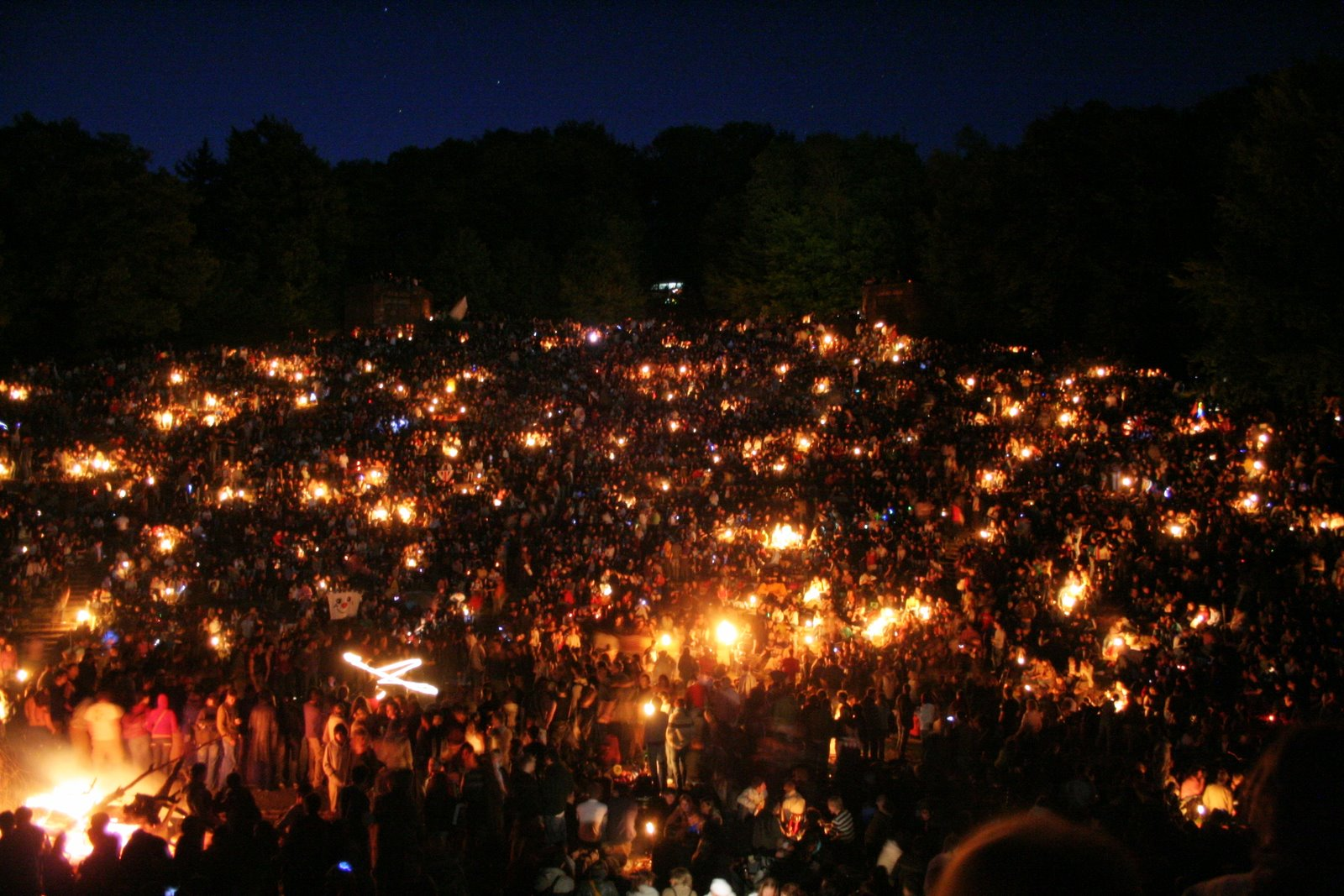
Вальпургієва ніч, 30.04.2007